# Дрена
Дрѐна (на италиански: Drena) е село и община в Северна Италия, автономна провинция Тренто, автономен регион Трентино-Южен Тирол. Разположено е на 398 m надморска височина. Населението на общината е 576 души (към 2018 г.).